# 披散木贼
披散木贼（学名：Equisetum diffusum）为木贼科木贼属下的一个种。

## 扩展阅读
- 維基物種上的相關：披散木贼